# Affaire Chagall
L’affaire Chagall est une affaire criminelle de vol de tableaux du peintre Marc Chagall s'étant déroulée à la fin des années 1980 et au début des années 1990. Plus d'une vingtaine de lithographies et plus de soixante gouaches sont volées puis écoulées sur le marché de l'art de 1988 à 1990, pour une valeur estimée à 50 millions de francs au moins, dont 19 à l'étranger. C'est en 1994, sur dénonciation téléphonique anonyme, qu'une enquête policière est lancée sur ces vols.

## Vols

### Débuts de l'affaire
Irène Menskoï, gouvernante et gardienne de la villa de la veuve de Chagall, Valentine Chagall, est approchée en 1987 par un homme né dans la même région qu'elle, Jean-Luc Verstraete, un ancien taupier. Selon Nadia Menskoï, fille d'Irène, ce dernier aurait charmé sa mère par un train de vie alléchant (dîners de luxe, casino, etc.) afin de la pousser à opérer ces vols.
Les œuvres dérobées par Irène Menskoï dans une armoire non gardée et jamais ouverte par Valentine Chagall, à l'atelier de Saint-Paul-de-Vence, sont transportées par ses enfants, Nadia Menskoï et Serge Menskoï, qui les livrent à Jean-Luc Verstraete et son compagnon Georges Guerra. 
Le train de vie de chacun est somptueux  : Georges Guerra, se séparant de Jean-Luc Verstraete pour Nadia Menskoï se voit offrir voiture de luxe et voyage en Polynésie, Serge Menskoï, mécanicien, s'achète un pavillon.

### Revente des Chagall
Les œuvres sont alors écoulées à Paris à l'aide d'un galeriste nommé Yves Hémin, ainsi qu'une Mme X. prête-nom qui s'est enfui à l'étranger, mais à cause d'un interdit bancaire, les chèques seront endossés entre autres par la tante de Jean-Luc Verstraete, une certaine Mme Pla, qui prélève sur chaque vente 10 % du prix. Payé en liquide de préférence, Jean-Luc Verstraete reverse alors sa part à Irène Menskoï.
Les ventes étaient assurées grâce à la présentation de certificats d'authenticité délivrés par le Comité Chagall, qui ne vérifiait pas la provenance des œuvres ou l'identité du propriétaire indiqué, permettant par la suite d'accéder au marché de l'art, une bonne partie des ventes s'étant faites grâce à Sotheby's, ignorant alors que les œuvres étaient volées.
La revente effectuée sur un marché alors florissant, amène de gros bénéfices aux instigateurs des vols, jusqu'à 50 millions de francs au moins, certaines des gouaches étant alors estimées à 1 million voire plus. Parmi les tableaux, 19 finissent à l'étranger, au Japon et en Israël notamment.

### Fin des vols
Le 7 février 1990, Irène Menskoï annonce à son mari son intention de divorcer. Violent, Georges Menskoï assassine sa femme de 12 coups de couteau dans le dos. Bien que privés d'un accès aisé et direct aux œuvres, les vols se poursuivent sans doute. Puis Nadia Menskoï et Georges Guerra se séparent et Valentine Chagall meurt en décembre 1993.

## Enquête

### Déroulement
À la suite d'une dénonciation téléphonique anonyme en septembre 1994, une information judiciaire est ouverte le 13 octobre 1994, l'Office central de répression du vol d'œuvres et d'objets d'art mobilise l'ensemble de son service, soit 30 policiers, sur l'enquête qui durera trois mois.
Le recel, prescrit au bout de trois ans, ne permet pas d'enquêter sur des ventes antérieures au 13 octobre 1991, et le vol des tableaux aussi prescrit ne permet pas d'enquêter sur les méfaits de la gouvernante ; l'enquête est menée sur les ventes postérieures donc, et Jean-Luc Verstraete est interpellé le 16 octobre 1994, interrogé le 18 à la suite d'un malaise cardiaque. Il avoue rapidement le système mis en place, une lithographie et des diapositives de multiples tableaux de Chagall sont retrouvées à son appartement et est écroué le 24 octobre. Georges Guerra, après avoir séjourné en Espagne où il est plusieurs fois arrêté, est revenu en France et se fait interpeller au domicile d'une amie à Saint-Cyr-l'École puis également écrouer. Le gérant d'une galerie, Yves Hémin, ayant beaucoup acheté à Jean-Luc Verstraete est aussi interpellé et écroué bien qu'il nie avoir eu connaissance de la provenance des Chagall ; Joël Cohen, autre gérant de galerie, est mis en examen ainsi que d'autres personnes ayant fait des acquisitions durant la période non couverte par la prescription : Josée-Lyne Falcone, Denis Bloch, Annette Ettedgy.
Les autres protagonistes, Nadia et Serge Menskoï sont aussi mis en examen.

### Procès
Trois marchands d'art ont été condamnés en 1994, Yves Hémin, Josée-Lyne Falcone et Denis Bloch.
Depuis Georges Guerra a pris la fuite et Josée-Lyne Falcone était absente du procès qui s'est tenu en 2003. Les galeristes maintiennent qu'ils ignoraient le fait que les toiles étaient volées, malgré les règlements effectués en chèques et espèces à l'adresse de proches de Jean-Luc Verstraete,. Celui-ci se décharge des responsabilités en accusant essentiellement Georges Guerra, Josée-Lyne Falcone et Irène Menskoï, tous absents au procès. Il appuie de surcroît sa défense sur le fait que les œuvres risquaient d'être détruites par Valentine Chagall pour « maintenir la cote » du peintre.
Jean Luc Verstraete, seul au Procès, a bénéficié d’un non-lieu. Mr Georges Guerra et Madame Josée-Lyne Falcone, absents du dit Procès, ont disparu de la circulation.[réf. nécessaire]